# Тыртов, Алексей Петрович
Алексей Петрович Тыртов (1834—1893) — генерал-лейтенант, директор Воронежской военной гимназии и Полоцкой военной гимназии.

## Биография
Родился 2 (14) февраля 1834 года. Происходил из дворян Тверской губернии. Брат Николая Петровича (1827—?), Павла Петровича (1836—1903) и Сергея Петровича (1839—1903) Тыртовых.
Получив первоначальное образование в Дворянском полку (вып. 1852), учился в офицерских классах Михайловского артиллерийского училища (вып. 1854). Служил в лейб-гвардии 2-й артиллерийской бригаде. Затем поступил в Николаевскую академию Генерального штаба (вып. 1859) и был причислен в Департамент Генштаба; состоял по полевой пешей артиллерии. С 1861 года был учителем артиллерии и тактики в Сибирском кадетском корпусе в Омске; инспектор корпуса в 1862—1868 годах. В 1863 году был произведён в полковники. С 1868 года состоял чиновником особых поручений в Главном управлении военно-учебных заведений; в 1869 году — директор учительской семинарии военного ведомства в Москве.
В 1870—1878 годах был директором Михайловской Воронежской военной гимназии; в 1870 году награждён орденом Св. Владимира 4-й степени, 28 марта 1871 года произведён в генерал-майоры; в 1874 году награждён орденом Св. Владимира 3-й степени.
С 1878 года был директором Полоцкой военной гимназии, переименованной в 1882 году в кадетский корпус. В 1888 году вышел в отставку. Умер в Санкт-Петербурге 5 (17) февраля 1893 года.

## Семья
Жена: Елизавета Михайловна, урожд. Плишкова (Плешкова?). Их дети:
- Владимир Алексеевич Тыртов (03.09.1863 — 1921) — военный юрист, генерал-лейтенант; 02 октября 1918 года был назначен заведующим военно-судной частью штаба русских войск Западного фронта при правительстве Директории; председатель Курганского военно-окружного суда (30.01.1919 — 30.06.1919), затем находился в распоряжении главнокомандующего Восточным фронтом. С 5 августа 1919 года исполнял должность начальника военно-судной части штаба Восточного фронта. Был расстрелян в Тобольске.
- Михаил Алексеевич Тыртов (01.12.1864—?) — генерал-лейтенант, военный юрист; в октябре 1918 года — дежурный генерал при Управлении военным ведомством «делового кабинета» генерала Д. Л. Хорвата; при А. В. Колчаке был командующим войсками Приамурского военного округа и других военных ведомств на Дальнем Востоке (до апреля 1920). В эмиграции проживал в Харбине.
- Пётр (12.9.1866 — ?) —  член Совета Московского общества Красного Креста.
- Ольга (24.4.1871—15.2.1969) — жена генерал-лейтенанта Петра Генриховича Хейсканена (1860—1927); их сын, Борис (1897—1970), двоюродный брат С. В. Голицына, одного с ним выпуска из Морского кадетского корпуса и соратника его по Моонзунду[5][6][7]
- Елизавета (21.8.1873—4.8.1960), была замужем за военным инженером Владимиром Алексеевичем Голицыным (1865—?). У них сын, Сергей Владимирович Голицын (1897—1968) — советский ботаник.